# Anaïs Delva
Anaïs Delva (Bar-le-Duc, 15 maggio 1986) è un'attrice, cantante e doppiatrice francese nota per aver doppiato Elsa in Frozen - Il regno di ghiaccio e per aver cantato il brano Let It Go.

## Biografia
È laureata in lettere con specializzazione in inglese presso Brevet de technicien supérieur - Commerce international. Come attrice teatrale ha interpretato Giulietta Capuleti, Cenerentola, Lucy Westenra e Gretel tra altri.
Nel 2019 è stata sostituita da Charlotte Hervieux nel ruolo di Elsa in Frozen II - Il segreto di Arendelle.

## Filmografia

### Cinema
- Les Nouvelles Aventures de Cendrillon - regia di Lionel Steketee (2017)
- Alad'2 - regia di Lionel Steketee (2028)

### Televisione
- Alice Nevers - Professione giudice (Alice Nevers: Le juge est une femme) - serie TV (episodio 14x01) (2016)
- Un village français - serie TV (2017)
- Coup de foudre à Noël - serie TV (2017)
- Nina - serie TV (2018)

## Doppiaggio

### Film d'animazione
- Elsa in Frozen - Il regno di ghiaccio, Frozen Fever
- Bianca in Dragon Quest: Your Story
- D in Look Back

### Serie televisive
- Georgina Haig in C'era una volta, Limitless
- Julia Garner in Maniac, Modern Love
- Sophia Tatum in Riverdale
- Greta Scacchi in Bodies

### Serie d'animazione
- Sunny in Team Umizoomi
- Takako in Il piano nella foresta
- UniKitty in Unikitty!
- Utahime Iori in Jujutsu kaisen - Sorcery Fight
- Charlie Morningstar in Helluva Boss
- Voci aggiuntive in Scott Pilgrim - La serie
- Momo Ayase in DanDaDan

### Videogiochi
- Tessa in Skylanders: Swap Force, Skylanders: Trap Team, Skylanders: SuperChargers, Skylanders: Imaginators
- Judy Alvarez in Cyberpunk 2077
- Sayu in No Straight Roads
- Antonia in Forza Horizon 5
- Livingway in Final Fantasy XIV: Endwalker
- Sonia in The Legend of Zelda: Tears of the Kingdom

## Discografia

### Album
- Dracula, l'amour plus fort que la mort (2011)
- Salut les copains (2012)
- Hansel et Gretel, la comédie musicale (2013)
- Mortelle Adèle (2021)

### Singoli
- Toi (2013)
- Le Petit Sourire (2014)
- Par magie (2015)
- Vers le ciel (2015)
- Partons (2018)
- Quiero vivir avec Kamaleon (2018)
- Et je danse (2018)
- On me dit (2019)
- J' ai su (2019)